# Michael Silverstein
Michael Silverstein (Nova Iorque, 12 de setembro de 1945 — Chicago, 17 de julho de 2020) foi um linguista, antropólogo e psicólogo estadunidense. Professor da Universidade de Chicago, ao longo de sua carreira realizou pesquisas na área de pragmática, sociolinguística, semiótica, ideologias linguísticas e gramática cultural, teorizando sobre metapragmática, metassemântica, indexicalidade, e ideologia linguística. Baseado nas leituras de Charles Sanders Peirce, Roman Jakobson, Mikhail Bakhtin, e Erving Goffman chamou a atenção para a importância central dos fenômenos metassemióticos para qualquer compreensão da linguagem ou da vida social.

## História
Silverstein se formou na Universidade Harvard e obteve seu o título de Ph.D. sob orientação do linguista e crítico literário Roman Jakobson, ex-membro do Círculo Linguístico de Praga, onde também estudou com Willard van Orman Quine. Em 1982, recebeu a bolsa do MacArthur Fellows Program no segundo ano de existência do prêmio, sendo a pessoa mais jovem a recebê-la até então.
Ele foi um dos principais estudiosos na consolidação das ideologias linguísticas como campo de estudo. Elas são crenças e conceptualizações socialmente fundamentadas da linguagem, suas funções e usuários. Baseado no trabalho de Benjamin Lee Whorf e Charles Sanders Peirce e incorporando ideias do estruturalismo, história e teoria social, define-se ideologia linguística como padrões que orientam o uso da linguagem a partir da diferenciação e hierarquização.
A pesquisa científica de Silverstein causou uma importante mudança teórica e etnográfica nos estudos de antropologia, linguística e sociolinguística. Esse cenário possibilitou releituras da hipótese de Sapir-Whorf, bem como adotou uma perspectiva crítica diante da concepção chomskyana, influenciando notavelmente o estudo da indexicalidade em diferentes línguas naturais, das políticas linguísticas e do ensino de línguas.

## Publicaçõs
- 1976a. "Hierarchy of features and ergativity." In Grammatical Categories in Australian Languages (R.M.W. Dixon, ed.), 112–171.
- 1976b. "Shifters, linguistic categories and cultural description."
- 1977. "Cultural prerequisites to grammatical analysis." In Linguistics and Anthropology (M. Saville-Troike, ed.), 139-51. Washington, D.C.: Georgetown University Press.
- 1979. "Language structure and linguistic ideology." In The Elements: A Parasession on Linguistic Units and Levels (R. Cline, W. Hanks, and C. Hofbauer, eds.), 193-247. Chicago: Chicago Linguistic Society.
- 1981a. "Case marking and the nature of language." Australian Journal of Linguistics, 227-244.
- 1981b. "The limits of awareness."
- 1985a. "Language and the culture of gender: at the intersection of structure, usage, and ideology." In Semiotic Mediation: Sociocultural and Psychological Perspectives (E. Mertz and R. Parmentier, eds.), 219-259. Orlando: Academic Press.
- 1985b. "The functional stratification of language and ontogenesis."
- 1987a. "The three faces of function: preliminaries to a psychology of language."
- 1987b. "Cognitive implications of a referential hierarchy."
- 1987c. "Monoglot 'Standard' in America: standardization and metaphors of linguistic hegemony."
- 1992. "The indeterminacy of contextualization: when is enough enough?" In The Contextualization of Language (Auer, Peter & Aldo Di Luzio, eds.), 55-76.
- 1992. "Of nominatives and datives: universal grammar from the bottom up."
- 1993. "Metapragmatic discourse and metapragmatic function." In Reflexive Language: Reported Speech and Metapragmatics (J. Lucy, ed.), 33-58.
- 1996. Natural Histories of Discourse. Chicago: University of Chicago Press. ISBN 0-8223-3474-7.
- 1997a. "Encountering languages and languages of encounter in North American ethnohistory."
- 1997b. "The Improvisational Performance of Culture in Realtime Discursive Practice". In Creativity in Performance (R. K. Sawyer, ed.). Greenwich, CT: Ablex Publishing Corp., 265-312.
- 1998. "Contemporary transformations of local linguistic communities." Annual Review of Anthropology.
- 2000. "Whorfianism and the linguistic imagination of nationality." In Regimes of Language.
- 2003a. "Indexical order and the dialectics of sociolinguistic life."
- 2003b. "The Whens and Wheres—as well as Hows—of Ethnolinguistic Recognition."
- 2003c. Talking Politics: The substance of style from Abe to "W". Chicago: Prickly Paradigm Press. ISBN 0-9717575-5-0.
- 2004a. "'Cultural' Concepts and the Language-Culture Nexus". Current Anthropology 45(5), 621-652.
- 2004b. "Boasian cosmographic anthropology and the sociocentric component of mind." In Significant Others: Interpersonal and Professional Commitments in Anthropology" (Richard Handler, ed.), 131-157.
- 2005a. "Axes of Evals: Token versus Type Interdiscursivity." Journal of Linguistic Anthropology 15.1:6-22.
- 2005b. "Languages/Cultures are Dead! Long Live the Linguistic-Cultural!" In D. Segal & S. Yanagisako, eds., Unwrapping the Sacred Bundle: Reflections on the Disciplining of Anthropology. Durham: Duke University Press, 99-125. ISBN 0-8223-3474-7.
- 2005c. "The Poetics of Politics: 'Theirs' and 'Ours'."
- 2006a. "How we look from where we stand".
- 2006b. "Old wine, new ethnographic lexicography." Annual Review of Anthropology.